# Стівен Маклін
Стівен Маклін (англ. Steven McLean; нар. 1 квітня 1981 року, Шотландія) — шотландський футбольний арбітр. Обслуговує матчі різного рівня з 1997 року. З 2007 року Стівен судить поєдинки вищого шотландського дивізіону. 2010 року Маклін був включений у список арбітрів ФІФА. Обслуговує матчі Ліги чемпіонів УЄФА та Ліги Європи УЄФА.

## Кар'єра
Суддею почав працювати 1997 року. Дебютував на міжнародній арені 2010. Суддя ФІФА з 2010. Судив матчі юнацького чемпіонату Європи U17 та кваліфікаційного відбору чемпіонату Європи 2016.
Рідний брат шотландського футболіста Браяна Макліна.